# Sallisaw, Oklahoma
Sallisaw, Oklahoma (енгл. Sallisaw) град је у америчкој савезној држави Оклахома.

## Демографија
По попису из 2010. године број становника је 8.880, што је 891 (11,2%) становника више него 2000. године.
| Група             | 2000.         | 2010.         |
| Белци             | 5.411 (67,7%) | 5.433 (61,2%) |
| Афроамериканци    | 108 (1,4%)    | 144 (1,6%)    |
| Азијати           | 23 (0,3%)     | 46 (0,5%)     |
| Хиспаноамериканци | 180 (2,3%)    | 499 (5,6%)    |
| Укупно            | 7.989         | 8.880         |